# Шаркавшчина
Шаркавшчина (блр. Шаркаўшчына; рус. Шарковщина; пољ. Widze) насељено је место са административним статусом варошице (городской посёлок) у северозападном делу Републике Белорусије, односно у западном делу Витепске области. Административни је центар Шаркавшчинског рејона.
Према проценама из 2010. у вароши је живело 6.900 становника.

## Географија
Шаркавшчина је смештена на обалама реке Дисне, у средишњем делу Полацке низије. Налази се на око 210 км западно од административног центра области града Витепска и на око 190 км северно од главног града земље Минска.

## Историја
Шаркавшчина се у писаним изворима први пут помиње 1503. као феудални посед литванске деспотске породице Зеновичи. Уз имање је тек 1767. никло ново насеље које је носило име Нова Шаркашчина, која се убрзо спојила са имањем у јединствено насеље.
У састав Руске Империје улази 1793. и у руским границама остаје све до 1921. када постаје делом Пољске у чијим границама остаје наредних 18 година. Године 1939. постаје административни део Белоруске ССР у којој 15. јануара 1940. добија службени статус варошице и постаје рејонски центар. Једно кратко време варош је била део Мјорског рејона (1962—1966).

## Демографија
Према процени из 2010. у вароши је живело 6.900 становника.

## Саобраћај
Кроз варош пролазе друмски правци од републичког значаја: Р3 на релацији Лагојск—Глибокаје—граница Летоније и Р18 граница Русије—Верхњедвинск—Козјани.